# Hovgaard Islands
Hovgaard Islands är en ögrupp i Kanada.   De ligger i territoriet Nunavut, i den nordöstra delen av landet, 2 800 km nordväst om huvudstaden Ottawa. De två största öarna är Aqitqiqtuun Island (4,9 km²) och Aqitgian Island (1,3 km²).